# 1058 w literaturze
Wydarzenia literackie w 1058 roku.

## Urodzili się
- Al-Ghazali, filozof i teolog muzułmański (zm. 1111)

## Zmarli
- Abu al-Ala al-Ma’arri, syryjski filozof, poeta i pisarz (ur. 973)
- Fakhruddin As'ad Gurgani, poeta perski (nieznany rok urodzenia)